# John F. Finamore
John Francis Finamore (* 13. Januar 1951 in Washington, D.C.) ist ein US-amerikanischer Philosophiehistoriker auf dem Gebiet der antiken Philosophie.
Finamore hat 1972 einen B.A. in Philosophie der University of Maryland, 1975 einen M.A. in Philosophie der Tufts University und 1983 einen Ph.D. in Classics der Rutgers University. Seit 1983 lehrt er an der University of Iowa. Er ist dort nunmehr Roger A. Hornsby Professor of Classics. Von 2002 bis 2007 und von 2012 bis 2018 hatte er die Leitung des Classics Department inne.
Finamore arbeitet zu Platon und Aristoteles sowie zum Mittel- und Neuplatonismus. Er leitet die US-Abteilung der International Society for Neoplatonic Studies und ist Herausgeber von The International Journal of the Platonic Tradition und Mitherausgeber der Buchreihe Studies in Platonism, Neoplatonism, and the Platonic Tradition, die im Verlag Brill erscheint.

## Schriften (Auswahl)
- Iamblichus and the Theory of the Vehicle of the Soul. Scholars Press, Chico, CA 1985.
- mit John M. Dillon: Iamblichus’ De Anima. Text, Translation, and Commentary. Brill, Leiden 2002.
- (Hrsg. mit Robert Berchman): Plato Redivivus. History of Platonism. New Orleans, 2005.
- (Hrsg. mit Robert Berchman): Metaphysical Patterns in Platonism. Ancient, Medieval, Renaissance, and Modern Times. New Orleans, 2007.
- mit Dirk Baltzly, Graeme Miles (Übersetzer): Proclus: Commentary on Plato’s Republic. Cambridge University Press, Cambridge 2018 ff.
  - Band 1: Essays 1–6, 2018, ISBN 978-1-107-15469-8
- (Hrsg. mit E. Perl): Platonic Interpretations. Selected Papers from the Sixteenth Annual Conference of the International Society for Neoplatonic Studies. Prometheus Trust Publishers, 2019.
- (Hrsg. mit C. Manolea und S. Wear): Studies in Hermias’ Commentary on Plato’s Phaedrus. Brill, Leiden 2019.
- (Hrsg. mit M. Nyvlt): Plato in Late Antiquity, the Middle Ages, and Modern Times. Selected Papers from the Seventeenth Annual Conference of the International Society for Neoplatonic Studies. Prometheus Trust Publishers, 2020.